# Bangassou
Bangassou è una subprefettura della Prefettura di Mbomou, nella Repubblica Centrafricana. Si erge sulla sponde del fiume Mbomou.